# جنتینگ
جنتینگ (به انگلیسی: Genting) شرکت خوشه‌ای مالزیایی است، که در زمینه ارائه خدمات هتلداری و گردشگری، قمار و مدیریت کازینوها و بنگاه‌های شرط‌بندی، املاک و مستغلات، زراعت و کشاورزی، صنایع نفت و گاز، تولید و توزیع برق فعالیت می‌کند.
شرکت جنتینگ در سال ۱۹۶۵ توسط لیم گوه تونگ تأسیس شد و در حال حاضر دارای عملیات در کشورهای ایالات متحده آمریکا، استرالیا، مالزی، چین، هنگ کنگ، فیلیپین، سنگاپور و بریتانیا می‌باشد.
دفتر مرکزی این شرکت در شهر کوالالامپور قرار دارد و بخشی از سهام آن در بازار بورس مالزی معامله می‌شود. شرکت جنتینگ مالکیت شمار زیادی کازینو، هتل، شهر بازی، املاک مسکونی و تجاری را در اختیار دارد، که از طریق شرکت‌های تابعه و زیرمجموعه خود، بر آنها مدیریت می‌کند. برای نمونه می‌توان به شرکت‌های: جنتینگ سنگاپور، جنتینگ بریتانیا (مالک ۴۷ کازینو و بزرگترین شرکت قمار در بریتانیا) و استار کروز (سومین اپراتور کشتی‌های کروز جهان) اشاره کرد.